# Pierre-Ludovic Duclos
Pierre-Ludovic Duclos (Québec, 8 gennaio 1986) è un ex tennista canadese.

## Carriera
In carriera ha raggiunto in doppio la 121ª posizione della classifica ATP, mentre nel singolare ha raggiunto il 229º posto.